# Bernd Niesecke
Bernd Niesecke   (Brandenburg an der Havel, 30 d'octubre de 1958) és un remer alemany, ja retirat, que va competir sota bandera de la República Democràtica Alemanya durant la dècada de 1980.
El boicot soviètic li impedí participar en els Jocs Olímpics de Los Angeles de 1984. El 1988 va prendre part en els Jocs Olímpics d'Estiu de Seül, on va guanyar la medalla d'or en la prova del quatre amb timoner del programa de rem.
En el seu palmarès també destaquen sis medalles al Campionat del món de rem, tres d'or, dues de plata i una de bronze, entre les edicions del 1981 i 1987. També guanyà la medalla de plata en el vuit amb timoner als Jocs de l'Amistat de 1984 i dos campionats de l'Alemanya Oriental.